# Kil'mez'
Il Kil'mez' (in russo Кильмезь?; in udmurto Калмез) è un fiume della Russia europea orientale, affluente di sinistra del fiume Vjatka (bacino idrografico della Kama). Scorre nella Udmurtia e nell'Uržumskij rajon dell'Oblast' di Kirov. 
Il fiume ha origine sulle alture della Kama, scorrendo in direzione sud-occidentale e occidentale. La parte principale del suo bacino (195 km) si trova in Udmurtia. Nella regione di Kirov si trova solo il corso inferiore del fiume (dalla foce dell'affluente Vala). Il Kil'mez' e i suoi affluenti di destra scorrono attraverso una pianura boscosa (a un'altezza di 100-200 m), composta da depositi glaciali, principalmente sabbiosi. La parte della riva sinistra del bacino è una pianura elevata e sezionata - la continuazione occidentale delle alture della Kama con altezze di 150-170 metri. La larghezza del canale nei tratti inferiori misura fino a 100 m. Ci sono isole e lingue di sabbia nel canale. Sfocia nella Vjatka a 222 km dalla foce. Ha una lunghezza di 270 km, il suo bacino è di 17 200 km². Lungo il suo corso si trova la cittadina di Kil'mez'.
I maggiori affluenti sono: Vala (196 km), proveniente dalla sinistra idrografica, Loban' (169 km), Lumpun (158 km) e Ut' (107 km) dalla destra.